# .dd
.dd – domena internetowa przypisana do Niemieckiej Republiki Demokratycznej, skrót pochodzi od niemieckiej nazwy Deutsche Demokratische Republik.
Domena nie była nigdy używana i nie została zarejestrowana na serwerach DNS. Od czasu zjednoczenia Niemiec w 1990 cały kraj używa jednej domeny .de.